# Хрунтинг
Хрунтинг (древнеангл. Hrunting — значит что -то вроде «пронзающий», иногда название этого меча сравнивается с мечом Сигурда — Хротти) — в средневековой англосаксонской эпической поэме «Беовульф» меч Унферта, сына Эгглафа, приближенного датского короля Хродгара, данный им Беовульфу для схватки с Матерью Гренделя.

## История меча
В поэме ничего не сказано о происхождении этого меча, но указывается, что он достался Унферту от предков и является для рода Унферта родовой реликвией. Когда Беовульф приплыл освободить датчан от Гренделя, Унферт поначалу сомневался в доблести Беовульфа, однако после победы героя над Гренделем он изменил своё мнение и, когда Беовульфу пришлось собираться на битву с Матерью Гренделя, дал ему для схватки свой наследный меч Хрунтинг, который имел славу лучшего из мечей:
```
Также герою
        стало подспорьем
то ,что вручил ему
        вития Хродгаров:
меч с рукоятью,
       старинный Хрунтинг,
лучший из славных 
       клинков наследных;
(были на лезвии,
       в крови закаленном,
зельем вытравлены
       узорные змеи);
в руке героя,
      ступить решившегося
на путь опасный,
      на вражью землю,
тот меч не дрогнет-
     не раз бывал он,
 клинок остреный,
     в работе ратной.
                           (пер. В. Тихомирова)
```

Спустившись в подводный чертог Матери Гренделя, Беовульф вступает с ней в схватку, однако Хрунтинг бесполезен против заговоренного от любого оружия чудовища:
```
Тогда он с размаху,
       сплеча обрушил 
железо тяжкое-
      запело лезвие 
о голову чудища
     погудку бранную,-
ну тут же понял он,
     что луч сражений
над ней не властен,
      её не ранит меч остролезвый,
что бесполезен
     здесь,в этой битве,
шлемодробитель,
     издревле слывущий
острейшим в сечах,
     всесокрушающий,-
впервые слава 
     меча лучистого
тогда помрачилась!
```

Отбросив Хрунтинг, Беовульф вступает в борьбу с чудовищем врукопашную и валит его на наземь, но, оступившись, падает. Мать Гренделя хочет убить его ножом, сев ему на грудь, но героя спасает кольчуга, кованная Вилундом. Скинув с себя чудовище, Беовульф видит среди сокровищ, наваленных в чертоге, огромный меч, кованный допотопными гигантами, с рунической надписью на рукояти. Схватив этот меч, он отрубает Матери Гренделя голову, а потом обезглавливает безжизненное тело Гренделя, и меч гигантов озаряется изнутри светом, а затем тает, растопленный кровью чудовищ. Вложив в ножны Хрунтинг, взяв в одну руку голову Гренделя, а в другую рукоять меча гигантов, герой всплывает на поверхность. Перед отплытием домой Беовульф отдал Хрунтинг обратно Унферту:
```
И тогда повелел он
      Хрунтинг вынести,
остролезвое
      железо славное,
и вернул сыну Эгглафа 
      с благодарностью,
молвив так:
      "Этот меч-
лучший в битве друг!" -
       и ни словом худым
о клинке не обмолвился
       добросердый муж!
```

## Хрунтинг в фильмах
Меч Унферта Хрунтинг присутствует также в фильме «Беовульф» 2007 года